# 1772
| [ Edytuj tabelę ]              | |
| Król Polski                    | - 1764 Stanisław August Poniatowski 1795 |
| Emir Afganistanu               | - 1747 Ahmed Szah Abdali (padyszach) 1772 - 1772 Timur Szah Durrani 1793                                                                          |
| Współksiążęta Andory           | - 1771 Joaquín de Santiyán y Valdivielso 1779 - 1715 Ludwik XV 1774                                                                               |
| Elektor Bawarii                | - 1745 Maksymilian III Józef 1777 |
| Sułtan Brunei                  | - 1762 Omar Ali Saifuddin I 1795 |
| Cesarz Chin                    | - 1735 Qianlong 1796 |
| Król Czech                     | - 1743 Maria Teresa 1780 |
| Król Danii                     | - 1766 Chrystian VII 1808 |
| Dalajlama                      | - 1758 Jamphel Gjaco 1804 |
| Król Francji                   | - 1715 Ludwik XV 1774 |
| Król Gruzji                    | - 1762 Herakliusz II 1798 |
| Król Hiszpanii                 | - 1759 Karol III 1788 |
| Landgraf Hesji-Kassel          | - 1760 Fryderyk II Heski 1785 |
| Stadhouder Holandii            | - 1751 Wilhelm V Orański 1795 |
| Szach Iranu                    | - 1750 Karim Chan 1779 |
| Państwo Wielkich Mogołów       | - 1759 Shah Alam II 1806 |
| Król Irlandii                  | - 1760 Jerzy III Hanowerski 1820 |
| Cesarz Japonii                 | - 1770 Go-Momozono 1779 |
| Kalif                          | - 1757 Mustafa III 1773 |
| Patriarcha Konstantynopola     | - 1769 Teodozjusz I 1773 |
| Władca Korei                   | - 1724 Yŏngjo 1776 |
| Książę Kurlandii i Semigalii   | - 1769 Piotr Biron 1795 |
| Emir Kuwejtu                   | - 1762 Abd Allah I 1814 |
| Książę Liechtensteinu          | - 1748 Józef Wacław 1772 - 1772 Franciszek Józef I 1781                                                                                           |
| Sułtan Maroka                  | - 1757 Muhammad III 1790 |
| Książę Monako                  | - 1733 Honoriusz III 1793 |
| Król Nawarry                   | - 1710 Ludwik XV 1774 |
| Król Nepalu                    | - 1768 Prithvi Narayan 1775 |
| Król Norwegii                  | - 1766 Chrystian VII 1784 |
| Sułtan Omanu                   | - 1749 Ahmad ibn Sa’id 1783 |
| Elektor Palatynatu             | - 1742 Karol IV Teodor 1799 |
| Papież                         | - 1769 Klemens XIV 1774 |
| Książę Parmy i Piacenzy        | - 1765 Ferdynand 1802 |
| Król Portugalii                | - 1750 Józef 1777 |
| Król w Prusach                 | - 1740 Fryderyk II Wielki 1772 |
| Król Prus                      | - 1772 Fryderyk II Wielki 1786 |
| Car Rosji                      | - 1762 Katarzyna II Wielka 1796 |
| Cesarz Rzymski (niemiecki)     | - 1765 Józef II Habsburg 1790 |
| Kapitanowie Regenci San Marino | - 1771 Giuliano Gozi Angelo Ortolani 1772 - 1772 Sebastiano Onofri Giuseppe Bertoni 1772 - 1772 Baldassarre Giangi Francesco di Livio Casali 1773 |
| Elektor Saksonii               | - 1763 Fryderyk August III 1806 |
| Król Sardynii                  | - 1730 Karol Emanuel III 1773 |
| Król Szwecji                   | - 1771 Gustaw III 1792 |
| Król Tajlandii                 | - 1769 Taksin 1782 |
| Sułtan Turków                  | - 1757 Mustafa III 1774 |
| Doża Wenecji                   | - 1763 Alvise Giovanni Mocenigo 1779 |
| Król Węgier                    | - 1740 Maria Teresa 1780 |
| Monarcha Wielkiej Brytanii     | - 1760 Jerzy III 1820 |
| Premier Wielkiej Brytanii      | - 1770 Lord North 1782 |

Rok 1772 / MDCCLXXII
stulecia: XVII wiek ~
XVIII wiek ~
XIX wiek

lata: 1762 «
1767 «
1768 «
1769 «
1770 «
1771 «
1772
» 1773
» 1774
» 1775
» 1776
» 1777
» 1782

## Wydarzenia w Polsce
- 2 lutego:
  - niewielki oddział konfederatów barskich pod dowództwem Francuza Charlesa Josepha Hyacinthe’a Vioménila zajął zamek na Wawelu.
  - konfederaci barscy ponieśli porażkę w bitwie pod Doroszewiczami nad Prypecią.
- 24 kwietnia – kapitulacja konfederatów barskich przed wojskami rosyjskimi na oblężonym Wawelu.
- 14 maja – I rozbiór Polski: wojska austriackie przekroczyły polską granicę.
- 9 czerwca – I rozbiór Polski: wojska austriackie zajęły Wieliczkę.
- 12 czerwca – I rozbiór Polski: wojska austriackie zajęły Krosno.
- 5 sierpnia – I rozbiór Polski: w Petersburgu podpisano trzy traktaty rozbiorowe pomiędzy Rosją, Prusami i Austrią, ustalające granice zaboru.
- 1 lipca – Gdańsk: założono dzielnicę Nowy Port.
- 18 sierpnia – konfederaci barscy poddali twierdzę Jasna Góra wojskom rosyjskim.
- Wrzesień – posłem nadzwyczajnym i ministrem pełnomocnym rosyjskim w Rzeczypospolitej został Otto Magnus von Stackelberg.
- 29 listopada – zakończyła się obrona klasztoru oo. karmelitów bosych w Zagórzu, ostatnia bitwa w konfederacji barskiej.
- Austriacy, wykonując postanowienia traktatu rozbiorowego, zajęli prawy brzeg Wisły pod Krakowem.
- W Jaworznie powstają kopalnie srebra i ołowiu, następnie rudę cynku i żelaza. W kolejnych latach powstają kopalnie węgla kamiennego, w których do dziś jest wydobywany węgiel.
- W Warszawie pojawiają się pierwsze latarnie na ulicach.
- Założono Nałęczów.
- Błaszki otrzymały prawa miejskie.

## Wydarzenia na świecie
- 10 lutego – Franciszek Józef I Liechtenstein został księciem Liechtensteinu.
- 12 lutego – francuski żeglarz Yves Joseph de Kerguelen-Trémarec odkrył archipelag nazwany jego imieniem.
- 17 lutego – w Petersburgu podpisano układ rosyjsko-pruski dotyczący rozbioru Polski. Do układu dołączyła później Austria.
- 28 kwietnia – w Danii straceni zostali niemiecki lekarz, minister Danii i kochanek królowej Karoliny Matyldy Johann Friedrich Struensee oraz jego współpracownik Enevold Brandt.
- 29 maja – Gustaw III został koronowany na króla Szwecji.
- 13 lipca – James Cook wyruszył w ekspedycję z poleceniem odszukania hipotetycznego kontynentu znanego jako Terra Australis.
- 19 sierpnia – król Szwecji Gustaw III przeprowadził bezkrwawy przewrót wprowadzając w kraju absolutyzm oświecony.
- 21 sierpnia – zgromadzenie szwedzkich stanów przyjęło narzuconą przez Gustawa III ustawę, ograniczającą rolę Riksdagu.
- 6-8 listopada – bitwa morska pod Patras.

- Wynalezienie gazu rozweselającego (N2O).
- Duńczyk Carsten Niebhur sporządza i publikuje kolejną kopię inskrypcji z Persepolis.
- Johann Georg Albrechtsberger zostaje organistą dworskim w Wiedniu.
- Odkrycie punktów libracji przez Pierre Simon de Laplace’a.
- Jean-Jacques Rousseau wydaje Uwagi nad rządem Polski.

## Urodzili się
- 4 stycznia - Caesar Augustus Rodney, amerykański polityk, senator ze stanu Delaware (zm. 1824)
- 6 lutego
  - George Murray, brytyjski wojskowy, polityk, związany z torysami i Partią Konserwatywną, minister (zm. 1846)
  - Gerhard von Kügelgen, niemiecki malarz (zm. 1820)
- 13 lutego - Henriette Hendel-Schütz, niemiecka aktorka (zm. 1849)
- 24 lutego - William H. Crawford, amerykański polityk, senator ze stanu Georgia (zm. 1834)
- 10 marca – Friedrich Schlegel, poeta niemiecki (zm. 1829)
- 7 kwietnia – Charles Fourier, filozof francuski (zm. 1837)
- 15 kwietnia – Étienne Geoffroy Saint-Hilaire, francuski zoolog, anatom porównawczy, jeden z największych myślicieli w dziedzinie teoretycznej biologii (zm. 1844)
- 19 kwietnia – David Ricardo, ekonomista brytyjski (zm. 1823)
- 25 kwietnia - James Burrill Jr., amerykański polityk, senator ze stanu Rhode Island (zm. 1820)
- 2 maja – Novalis, poeta niemiecki (zm. 1801)
- 9 maja - Jan Wrona, polski pastor, tłumacz (zm. 1814)
- 14 maja – William Keppel, 4. hrabia Albemarle, brytyjski arystokrata i polityk (zm. 1849)
- 6 czerwca – Maria Teresa Burbon-Sycylijska, cesarzowa rzymsko-niemiecka, królowa Czech i Węgier, córka króla Obojga Sycylii (zm. 1807)
- 1 sierpnia - Anna Jadwiga Sapieżyna, polska księżna (zm. 1859)
- 24 sierpnia – Wilhelm I, król Niderlandów i wielki książę Luksemburga (zm. 1843)
- 28 sierpnia – Franciszek Sapieha, generał artylerii litewskiej, generał insurekcji kościuszkowskiej (zm. 1829)
- 3 października – Jean-Charles François de Ladoucette, francuski szlachcic, działacz polityczny i gospodarczy, związany z departamentem Hautes-Alpes (zm. 1848)
- 21 października – Samuel Taylor Coleridge, angielski poeta (zm. 1834)
- 17 listopada – Horace Sébastiani, francuski wojskowy, dyplomata, polityk, generał dywizji, marszałek i par Francji (zm. 1851)
- 28 listopada – Luke Howard, brytyjski chemik, farmaceuta, i meteorolog (zm. 1864)
- 11 grudnia – John Baildon, szkocki hutnik, przemysłowiec, inżynier, uważany za ojca współczesnego hutnictwa żelaza (zm. 1846)
- 12 grudnia – Bertrand Clausel, francuski generał, marszałek i par Francji (zm. 1842)
- 15 grudnia – Jan Krukowiecki, polski generał, uczestnik wojen napoleońskich i powstania listopadowego, hrabia (zm. 1850)
- data dzienna nieznana: 
  - Dominik Nguyễn Văn Hạnh, wietnamski dominikanin, męczennik, święty katolicki (zm. 1838)

## Zmarli
- 29 marca – Emanuel Swedenborg, szwedzki filozof i mistyk (ur. 1688)

## Święta ruchome
- Tłusty czwartek: 27 lutego
- Ostatki: 3 marca
- Popielec: 4 marca
- Niedziela Palmowa: 12 kwietnia
- Wielki Czwartek: 16 kwietnia
- Wielki Piątek: 17 kwietnia
- Wielka Sobota: 18 kwietnia
- Wielkanoc: 19 kwietnia
- Poniedziałek Wielkanocny: 20 kwietnia
- Wniebowstąpienie Pańskie: 28 maja
- Zesłanie Ducha Świętego: 7 czerwca
- Boże Ciało: 18 czerwca